# Xanthorhoe aridaria
Xanthorhoe aridaria är en fjärilsart som beskrevs av John Henry Leech 1897. Xanthorhoe aridaria ingår i släktet Xanthorhoe och familjen mätare. Inga underarter finns listade i Catalogue of Life.